# Bizánci Birodalom
A Bizánci Birodalom, ill. a VII. századig indokoltan használható megnevezéssel a Keletrómai Birodalom, hivatalos nevén Római Birodalom (görögül: Βασιλεία Ῥωμαίων – ógörög átírással: „Baszileia Rhómaión” vagy újgörög átírással: „Vaszilía Romaíon”, latinul Imperium Romanum) ókori–középkori államalakulat, mely fénykorában Európán kívül Ázsiára és Afrikára is kiterjedt. A birodalom fővárosa Bizánc, a 20. századig Európában használatos nevén Konstantinápoly, korabeli hivatalos nevén Új-Róma (görögül Νέα Ῥώμη – „Nea Rómé”, latinul Nova Roma), a mai Isztambul volt. Az egészen 1453-ig fennálló államalakulat kulturálisan görög, államiságában római, vallása tekintetében pedig keresztény (ortodox) volt. A bizánci állam Louis Bréhier francia történész szerint „valójában a Római Birodalom, amelynek nyugati részét a népvándorlás megsemmisítette”.
Területe legnagyobb kiterjedését I. Iusztinianosz uralkodása alatt (527–565) érte el, aki nyugati hódításaival kívánta visszaállítani a régi Római Birodalom egységét. Iusztinianosz államának területe a rákövetkező csaknem kilencszáz esztendő alatt a perzsa, az arab, a szeldzsuk-török és az oszmán-török nyomás következtében lassan töredékére fogyatkozott, s végül csak magára a fővárosra és néhány balkáni területre terjedt ki. A birodalom fennállása folytonos volt, bár a főváros, Bizánc egy fél évszázadra elveszett a 13. században: a keresztes lovagok által alapított Latin Császárság uralta. A Nikaiai Császárságot ugyanakkor a régióban élő keleti keresztények és muszlimok elismerték a Bizánci Birodalom örökösének, és 1261-re vissza is vette a régi fővárost. 1453-ban azonban Hódító Mehmed oszmán szultán elfoglalta Konstantinápolyt, amivel a Római Birodalom végleg megszűnt létezni.
A Bizánci Birodalmat több mint ezeréves fennállásának, az ókori kulturális örökség továbbmentésének, továbbfejlesztésének és a kereszténység terjesztésének köszönhetően az európai történelem egyik legbefolyásosabb államalakulatának tartják.

## ABizánci Birodalomkifejezés
A "Bizánci Birodalom" egy retronim kifejezés, amit a birodalom alattvalói és császárai ebben a formában nem ismerhettek. A név az egykor Konstantinápoly helyén álló, jelentéktelen görög gyarmatváros, Büzantion (latinosan Byzantium) nevéből ered. Tény ugyanakkor, hogy Herakleiosz császár reformjai után, a VII. századtól a birodalom államnyelve a görög lett, a főváros eddigre elgörögösödött, és erre megfelelően utal a főváros ősi görög nevének használata. Ugyanakkor Herakleiosz nagy elődjét, I. Iusztinianoszt, aki latin nyelven gyűjtötte össze – és tette a későbbi birodalmi jog alapjává is – a római jogot, helyesebb a Keletrómai Birodalom császárának tekinteni. A "Keletrómai Birodalom" és a "Bizánci Birodalom" tehát leginkább két egymást követő korszak szakirodalmi neve, elismerve, hogy a "bizánci korszak" jóval hosszabb, ezért - ha nem okoz félreértést - elfogadható pontatlanság a Nyugatrómai Birodalom széthullásától kezdve végig "Bizánci Birodalom"-ról beszélni.
A birodalom hivatalos neve egészen 1453-ig Βασιλεία τών Ρωμαίων (Baszileia tón Rómaión), azaz a Rómaiak Birodalma, a köznyelvben pedig Ρωμανία (Rómania) volt, melynek jelentése tulajdonképpen „Rómaiország”. Fővárosának, Konstantinápolynak hivatalos neve szintén 1453-ig Νέα Ρώμη (Nea Rómé), azaz Új Róma volt. A birodalom lakói saját meghatározásuk szerint Ρωμαιοι (Rómaioi), azaz „rómaiak” voltak: a Római Birodalom keleti felén a Ρωμανος (római) és Ελλην (görög – elsősorban nem etnikai, hanem kulturális és nyelvi értelemben) gyakorlatilag egymás szinonimáivá lettek már jóval a birodalom nyugati felének összeomlása előtt. A bizánciak erőteljes identitással rendelkeztek, amint azt például a határvédő katonákat dicsőítő költemények is mutatják.
1557-ben (több mint száz évvel a Birodalom bukása után) született meg a "Bizánci Birodalom" kifejezés Hieronymus Wolf német történetíró tollából, aki munkájában (Corpus Historiae Byzantinae) új rendszert alakított ki az ókori római és a középkori görög Római Birodalom megkülönböztetésére. A kifejezés általánossá a 17–18. században vált, amikor híres francia írók (köztük Montesquieu) népszerűsíteni kezdték.
Wolfot a kilencedik századra datálható frank-római (azaz bizánci) konfliktusból eredő szakadás befolyásolta: Nagy Károly frissen kiépített birodalmában (a pápákkal teljes egyetértésben) az új hódításokat azzal kívánták igazolni a frankok, hogy magukat a rómaiak örököseinek nyilvánították. Ebből következően a Keletrómai Birodalomban élőket már nem tekintették igazi rómaiaknak. Ebben a történelem egyik legnagyobb hatású hamisítványa, constantinusi adománylevél is nagy szerepet játszott. A nyugati államokban elterjedtté vált, hogy a Konstantinápolyban székelő uralkodókat nem a frank uralkodóknak fenntartott Imperator Romanorum (a rómaiak császára), hanem az Imperator Graecorum (a görögök császára) címmel illették. Ezzel párhuzamosan a területet is Imperium Graecorum (a görögök birodalma), Graecia (Görögország), Terra Graecorum (a görögök földje) sőt akár az Imperium Constantinopolitanus (konstantinápolyi birodalom) néven nevezték. Ebből táplálkozhatott Wolf, aki újfajta megvilágításba akarta helyezni a történteket. 
A Bizánccal kapcsolatba lépő muszlim és szláv kultúrákban nem létezett ilyesfajta megkülönböztetés, ezekben a civilizációkban Bizáncot egyértelműen a Római Birodalom folytatásának tekintették. Ezt mutatja a tény, hogy az iszlám világban a Római Birodalom neve Rum, és ezzel a névvel illették Bizáncot is, illetve Konstantinápoly bevétele után az Oszmán Birodalom területén élő görög ortodox keresztények alkották a rum milletet (jelentése: Római nemzet). Valamint Rumélia (Rómaiak földje) nevében is ez a szemlélet tükröződik. A szláv világban pedig Konstantinápoly a második Róma. (Moszkva pedig a harmadik Róma az elterjedt felfogás alapján).
Az is említést érdemel, hogy a Birodalom soha nem tekintette magát valamiféle „Görögország”-nak, mindig soknemzetiségű volt, a latin nyelvű nyugati területek elvesztése, a balkáni szláv népvándorlás és az arab hódítás után sikeresen visszahódította az addigra döntően szláv nyelvű Balkánt, ahol a mai albánok és románok ősei is éltek. Az állam alapjául nem a nyelvi- hanem az ortodox keresztény vallási önazonosság szolgált, és a szlávok sikeres társadalmi integrációjában komoly szerepe volt a kezdettől népnyelvű szláv liturgiának, amit a Birodalom mindig megvédett a "háromnyelvűek eretneksége" ellen. Nyelvileg annyit lehet mondani, hogy a birodalom központi területein és a nem görög tartományok nagyvárosaiban túlnyomó többségben görög vagy hellenizált lakosok éltek, míg a nyelvi kisebbségek – hasonlóan a vallási kisebbségekhez, eretnekmozgalmakhoz – rendszerint a határvidékeken laktak.

## Eredet
A Caracalla idején (212) kiadott rendelet, a Constitutio Antoniniana a Római Birodalom teljes felnőtt férfilakosságára kiterjesztette a római polgárjogot, miáltal a provinciák lakosai azonos jogállásba kerültek az itáliai néppel. A rendelkezés megvetette a Földközi-tenger térségében a gazdasági és közjogi integráció alapjait. Természetesen ez nem egységesen jelentkezett: a Rómához erősebben kapcsolódó területek (mint Hellász) több előnyét élvezhették, mint a távoli, szegényebb régiók (Britannia, Egyiptom stb.)
Megfigyelhető, hogy a Birodalom több korai polgárháborúban is nyugati és keleti részre szakadt, pl. Julius Caesar vagy Augustus császár kezdeti polgárháborúi idején, de a felosztás, mint tartós, elfogadott jogi megoldás a tetrarchia (quadrumvirátus) időszakában vált általánossá, a 3. század legvégén. Diocletianus császár terve az volt, hogy így hatékonyabbá tegye a hatalmas kiterjedésű császárság irányítását. A kettéosztott birodalom két felét egy-egy augustus uralta, akik társuralkodóval rendelkeztek (címük caesar). A tetrarchia számára előírt öröklési rend nem működött: polgárháború tört ki, amelyből I. (Nagy) Constantinus került ki egyeduralkodóként (324). Ő új fővárost alapított magának 330-ban a régi görög Büzantion helyén, amit Új Rómának (Nova Roma) nevezett el. A főváros közkeletű neve mégis a görög Κωνσταντινούπολις (Konsztantinopolisz, Konstantin városa) volt. Konstantinápoly vált Constantinus adminisztrációjának központjává. Szintén Constantinus nevéhez fűződik a bizánci időszak egyik legfontosabb jellemzőjének, a kereszténységnek engedélyezése és támogatása.
A 4. század végén, 395-ben I. Theodosius, az ortodox kereszténység élharcosa két fia közt osztotta fel a Római Birodalmat: nyugaton a Stilicho befolyása alatt álló Honorius, keleten pedig a különféle udvaroncok által irányított Arcadius lett az uralkodó. A két birodalomrész többé már nem egyesült. Arcadius országát az 5. században még általában Keletrómai Birodalomnak szokás nevezni.

## Korai történelem (4–7. század)

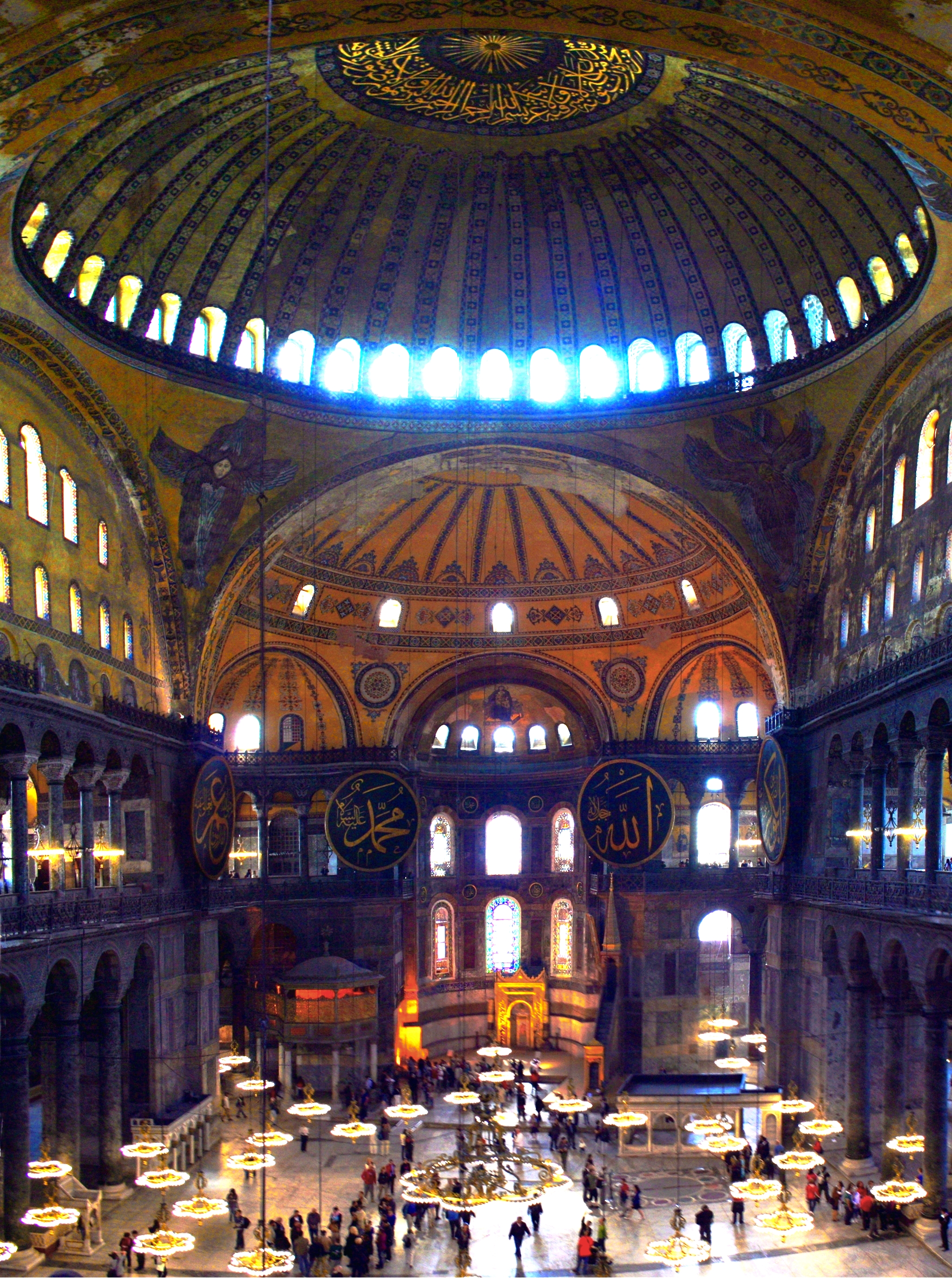
A Hagia Szophia belső tere

A Római Birodalom keleti felét a 3. századtól jelentkező, a 4. században felerősödő és az 5. században kulmináló gazdasági, társadalmi és katonai problémák kevésbé érintették, mint a nyugatit – köszönhetően a fejlettebb, városiasabb kultúrának, a colonus-rendszer viszonylagos hiányának és a kereskedelmi utakhoz való közelségnek. Az is közrejátszott a további viszonylag békés állapot fennmaradásában, hogy a népvándorlás fő áramlata Nyugat-Európát vette célba. Ez persze nem jelenti azt, hogy a Keletrómai Birodalmat ne érték volna támadások – II. Theodosius kénytelen volt erős falakkal megerődíteni Konstantinápolyt. A Nyugatrómai Birodalom bukásakor éppen Zénón volt a bizánci uralkodó, aki kiegyezett a gótokkal: annak fejében, hogy nem támadják a görög területeket, megkapták az Itália feletti uralmat.
A Birodalom első saját virágkorának a 6. század tekinthető, különösen I. Justinianos uralma. Justinianos modernizálta a római jogot a Corpus Iuris Civilis megalkotásával. Ez a régi római jog nagyon gazdag forrásgyűjteménye, még latin nyelven, azonban ezáltal nehezen érthetővé, archaikussá vált a stílusa. Justinianos uralkodása idején épült meg az ortodox egyház központjává váló Hagia Szophia monumentális temploma, és ez csak egy példa a század virágzó kulturális életéből. A templom különlegessége, hogy négyzet alapra építettek kupolát – erre a korábbi építészet nem volt képes. Mindeközben azonban a birodalom nem felejtette el nyugati gyökereit:Justinianus zseniális tábornoka, Flavius Belisarius segítségével megszerezte az észak-afrikai, itáliai és dél-hispániai területeket. Jellemzőek ugyanakkor az időszakra a vallási krízishelyzetek, elsősorban a monofizita eretnekség kérdésében.
Mindemellett Justinianus utódaira üres államkincstárat hagyott, így azok képtelenek voltak szembeszállni a minden fronton támadó új ellenségekkel. A longobárdok megszerezték Észak-Itália nagy részét, az avarok és később a bolgárok elözönlötték és letarolták a Balkánt, majd a 7. század első éveiben a perzsák megszerezték Egyiptomot, Palesztinát, Szíriát és Örményországot. Ugyan Hérakliosz leverte a perzsa hadakat 627-ben, és visszaszerezte az elvesztett tartományokat, az iszlám által egységbe kovácsolt arabok fellépése váratlanul érte a keleti hadműveletekben kimerült birodalmat. Hamarosan a déli területek nagy része odaveszett. Mezopotámia, Szíria, Egyiptom és az Afrikai Exarchátus (Karthágó 698-ban esett el) az Arab Birodalom részévé vált. 751-ben a longobárdok elfoglalták a Ravennai Exarchátust, és ezután már csak az olasz csizma sarkában és orrán maradtak bizánci irányítású területek.

A Bizánci Birodalom területének változása (animációs térkép)

## A görögösödés időszaka (7–9. század)
A nagy területi veszteségek megkönnyítették a belső egység létrejöttét. Hérakleiosz idején vált hivatalos nyelvvé a görög, ezáltal Konstantinápoly kialakíthatta saját identitását, bár az ókori birodalommal való önazonosság tudata folyamatos maradt. Sok történész Hérakleiosz reformjai után igazolhatónak tartja, hogy a Birodalmat „Bizánci Birodalom” néven jelöljük, ezzel utalva az erőteljes kulturális változásokra. Ekkorra már a terület vallása is jelentősen eltért a hajdanvolt nyugati birodalomfél területén elterjedttől, azonban a Bizánci Birodalmon belül is voltak eltérések. A déli területeken a monofizita kereszténység dominált, északon viszont az ortodox irányzat, melynek a khalkédóni zsinaton fektették le alapelveit. Az arab hódítások révén folyamatosan erősödtek az ortodoxia pozíciói.
Már Hérakliosz idején megtörtént a katonaság és a birodalmi közigazgatás átszervezése. A folyamatos támadások ellen a Bizánci Császárságot katonai tartományokra osztották (thema-rendszer). Bár a thema-rendszer bevezetését a hagyományos nézőpont Hérakleiosznak tulajdonítja, az újabb kutatások (például Peter Schreiner) inkább a rendszer fokozatos kifejlődését hangsúlyozzák. Eszerint a rendszer gyökerei a Hérakleiosz előtti időkbe nyúlnak vissza, kifejlett formája pedig csak jóval az ő uralkodása után jelenik meg. Ezzel a városi élet visszaszorult Bizáncban, míg a főváros a keresztény világ legnagyobb városává vált. A Konstantinápoly ellen irányuló arab támadások mind megtörtek a görög flotta erején, a görögtűzön, amelynek titkát gondosan őrizték a bizánci mérnökök, és a kiváló császárok (például III. Leó, akinek a nevéhez az akroinoni nagy győzelem fűződik) képességein, továbbá a város erős falain. Az arab betörések visszaverése után a birodalom hamarosan erőre kapott. Konstantinápoly 717-es ostroma óriási veszteségeket okozott az araboknak, minekutána a Bagdadi Kalifátus többé már nem fenyegette a birodalom magterületeit.
Bár Edward Gibbon 18. századi történész kimerültnek nevezte a Bizánci Birodalmat, valójában ez az államalakulat állt a középkorban a legközelebb ahhoz, hogy katonai szuperhatalom legyen. Mindezt a nehézlovasságának (kataphraktosz), illetve az ezek toborzásához bázist nyújtó módos, szabad paraszti katonaság, a sztratióták (nem mindig következetesen véghez vitt) támogatásának, különösen mély védelmi rendszerének (themák), az ellenfeleinek egymás ellen való kijátszására fordított összegeknek, az öszvérkaravánokra alapozott kiváló logisztikai hálózatának, erős (ám gyakran tragikus módon alulfizetett) flottájának és racionális (lopakodással, meglepetéssel, gyors manőverekkel és nagy túlerővel operáló) hadi doktrínáinak köszönhetően érte el.
Vallási tekintetben a képrombolási vita dominált Bizáncban a 8. században. III. Leó betiltotta a szentképek, ikonok tiszteletét, ami a szentképek tisztelőinek lázadásaihoz vezetett szerte a császárság területén. Eiréné császárnő erőfeszítéseinek köszönhetően 787-ben összeült a második nikaiai zsinat, ami kimondta, hogy az ikonokat tisztelni, de nem imádni kell. Eiréné emellett igyekezett házasság révén egyesíteni Bizáncot Nagy Károly Frank Birodalmával, ám nem járt sikerrel (bár a terv valódiságát több történész kétségbe vonja). A 9. században ismét felbukkant a képrombolási ellentét, ám újra – immár végleg – megszüntették 843-ban.

## Aranykor

A birodalom kiterjedése II. Baszileiosz halálakor (1025)

A Bizánci Birodalom a Makedón-dinasztia uralkodása alatt ért el hatalma csúcsára a 9. század végén, a 10. században és a 11. század elején. Ebben az időszakban Konstantinápoly újra megvetette lábát Itáliában, ellenőrzése alá vonta az Adriai-tengert, és megszerezte a bolgár területeket (végső győzelmet a bolgárok felett II. Baszileiosz aratott 1014-ben). A császárság új (bár nem állandó) szövetségesre is szert tett a keleti szláv Kijevi Rusz alakjában, ahonnan fontos zsoldosalakulatokat kapott (Varég Gárda).
1054-ben a görög kelet és a latin nyugat kapcsolata a végső krízis állapotába jutott el. A nagy egyházszakadás (szkizma) gyakorlatilag az évszázadokon keresztül zajló, fokozatos szeparálódás csúcspontjának tekinthető. Ekkor született meg a modern római katolikus és ortodox egyház.
Azonban a Bizánci Birodalom is hamarosan nehéz idők elé kellett, hogy nézzen, nagyrészt a thema-rendszert lerombolva elszaporodó nagybirtokoknak köszönhetően. Régi ellenfeleivel, az arabokkal talán még fel tudta volna venni a versenyt, ám új támadók jelentek meg: a normannok 1071-ben befejezték a bizánci csapatok kiűzetését Itáliából, és az egyébként az egyiptomi Fátimida Kalifátus meghódítását tervező szeldzsukok is megjelentek a keleti határon, Konstantinápoly fő toborzó- és gabonatermelő területén. Az 1071-es manzikerti csatában vereséget szenvedtek a bizánci erők, és az elkövetkező években Kis-Ázsia nagy része végleg odaveszett. A másik oldalról nézve ezzel létrejött Törökország, igaz csak etnikai értelemben: egységes államigazgatásról ekkor még szó sem volt.

## A birodalom bukása

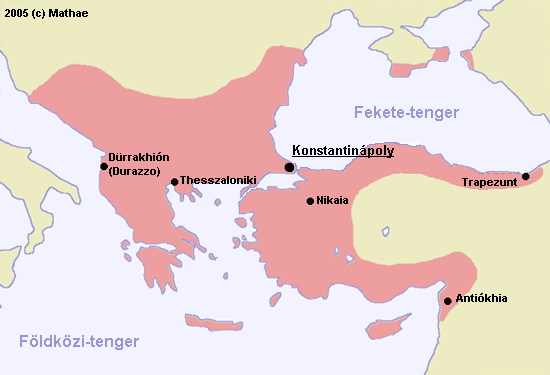
A Bizánci Birodalom 1180 körül

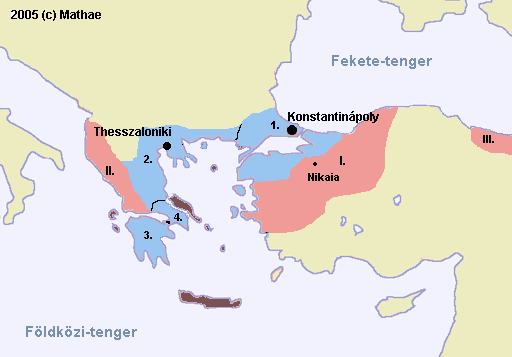
A Bizánci Birodalom 1204–1205-ben. Piros: görög utódállamok (I. – Nikaiai Császárság; II. – Epiruszi Despotátus; III. – Trapezunti Császárság) Kék: keresztes államok (1. – Latin Császárság; 2. – Thesszalonikéi Királyság; 3. – Akháj Fejedelemség; 4. – Athéni Hercegség) Barna: velencei területek.

Némi javulást hozott a válságban a Komnénosz-dinasztia uralkodóinak sikeres politikája. I. Alexiosz, akinek életét és tevékenységét leánya, Anna Komnéna művéből, az Alexiászból ismerhetjük meg, újraszervezte a hadsereget (pronoia-rendszer), amely révén a birodalom feudális jegyeket vett fel. Az új sereg jelentős sikereket ért el a szeldzsukok ellen, és segélykérésére indult meg az első keresztes hadjárat 1096-ban, ami azonban hamarosan kikerült a császár ellenőrzése alól. Így is sikerült Kis-Ázsia nyugati területeit visszaszerezni. A későbbi keresztes háborúk azonban már egyre ellenségesebb fogadtatásban részesültek a helyi lakosság részéről. Hiába volt a hódító I. Mánuel jó kapcsolatban a keresztesekkel, egyik fél sem feledte el a vallási különbségeket.
A 11. és 12. században a keresztesek és az itáliai normannok folyamatosan zaklatták a bizánci területeket, melyek lakossága hamarosan nyugatellenes lett. Az Alexiosztól kapott előjogokat élvező itáliai városállamok (főleg a görög flotta bázisát nyújtó Velence) kereskedői váltak a „frankok”, a „latinok” ellen érzett gyűlölet célpontjává. A folyamatos keresztes hadjáratok ellenére a szeldzsukok továbbra is fenyegetést jelentettek a Bizánci Birodalomra: 1176-ban Müriokephalonnál vereséget mértek Mánuel hadaira.
A legsúlyosabb csapást a negyedik keresztes hadjárat mérte a császárságra. Bár az expedíció célja Egyiptom elfoglalása volt, a lovagokat pénzelő velenceiek hatására azok egy belviszályba beavatkozva Konstantinápolyt vették be. Ekkor jött létre a rövid életű Latin Császárság, illetve az elkövetkező években megalakultak a többé-kevésbé független hűbéres területei (Akháj Fejedelemség, Athéni Hercegség, Thesszalonikéi Királyság). A zűrzavart kihasználva megerősödtek a bolgárok és a szerbek, akik mind a latin, mind a görög utódállamokra is jelentős fenyegetést jelentettek.
A Bizánci Birodalomnak három görög nyelvű utódállama jött létre, a később Konstantinápolyt visszaszerző Nikaiai Császárság, az Epiruszi Despotátus és a Trapezunti Császárság. A Palaiologosz-dinasztia császárai legyőzték Epiruszt és a balkáni kereszteseket, azonban a törökök politikai egységesülése után, a 14. században megalakuló Oszmán Birodalom legyőzhetetlen ellenfélnek bizonyult. A török néhány kikötőváros kivételével az összes kisázsiai területet elragadta, sőt Európában is megvetette a lábát.
A birodalom többször kért segítséget nyugatról, ahonnan csak az egyházak egyesítése fejében voltak hajlandóak pénzt és hadakat küldeni. Ez formálisan és jogilag többször is megtörtént, ám a görög lakosság sohasem ismerte el az egyházak unióját. Nyugatról is csak kevés zsoldos érkezett, a többi országot nem igazán érdekelte Bizánc további sorsa.
Kezdetben úgy tűnt, hogy Konstantinápolyt nem éri meg megostromolni, hiszen bevehetetlen hírében állott. Azonban az évezredes falak (amelyeket csak a keresztesek voltak képesek áthágni) már nem nyújthattak elégséges védelmet az oszmán ágyúk tüze ellen. A végső bukás 1453. május 29-én következett be, és II. Mohamed 1460-ban Misztrát, 1461-ben pedig az utolsó görög területet, az addig fennálló Trapezunti Császárságot is elfoglalta. Mohamed és utódai magukat a keletrómai császárok örökösének vallották és címezték.
Az ortodox kereszténység feletti bábáskodást III. Ivántól kezdve a moszkvai nagyfejedelmek és az orosz cárok is átvették, akik fővárosukat, Moszkvát egyfajta harmadik Rómának tekintették, Róma és Konstantinápoly örökösének. Az Oszmán Birodalom és a cári Oroszország egészen a 20. században bekövetkezett bukásukig a Bizánci Birodalom örököseinek vallották magukat.

## A Bizánci Birodalom jelentősége

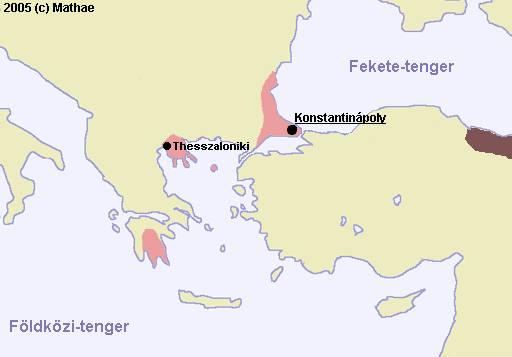
A Bizánci Birodalom 1400 körül

A Bizánci Császárság legnagyobb, mindmáig tartó hatása talán az volt, hogy a környező népek (20. századi terminológiával élve: a Bizánci Nemzetközösség) körében elterjesztette az ortodoxiát. A korai térítőmunka az etióp és az egyiptomi koptok, illetve az örmények és grúzok körében végül is máig feloldhatatlannak bizonyuló vallási vitákba torkollott, de a balkáni szláv népek, és rajtuk keresztül az ukránok és az oroszok ma is az egykori birodalmi államvallás követőinek tekintik magukat.
Bizánc a római kori műveltség megőrzésében, illetve annak az iszlám világ és a reneszánsz Itália felé irányuló közvetítésében is óriási szerepet vállalt. Teológusainak és filozófusainak hatása a nyugati gondolkodókra (főleg Aquinói Szent Tamásra) felbecsülhetetlen mértékű volt, és különállásuk a római katolikus világtól elősegítette annak megerősödését azáltal, hogy az kénytelen volt kifejezni elhatárolódását, és új híveket szerezni.
Bizánc művészete is nagy hatást gyakorolt a mindenkori nyugat-európai művészetre.

## „Bizánci”

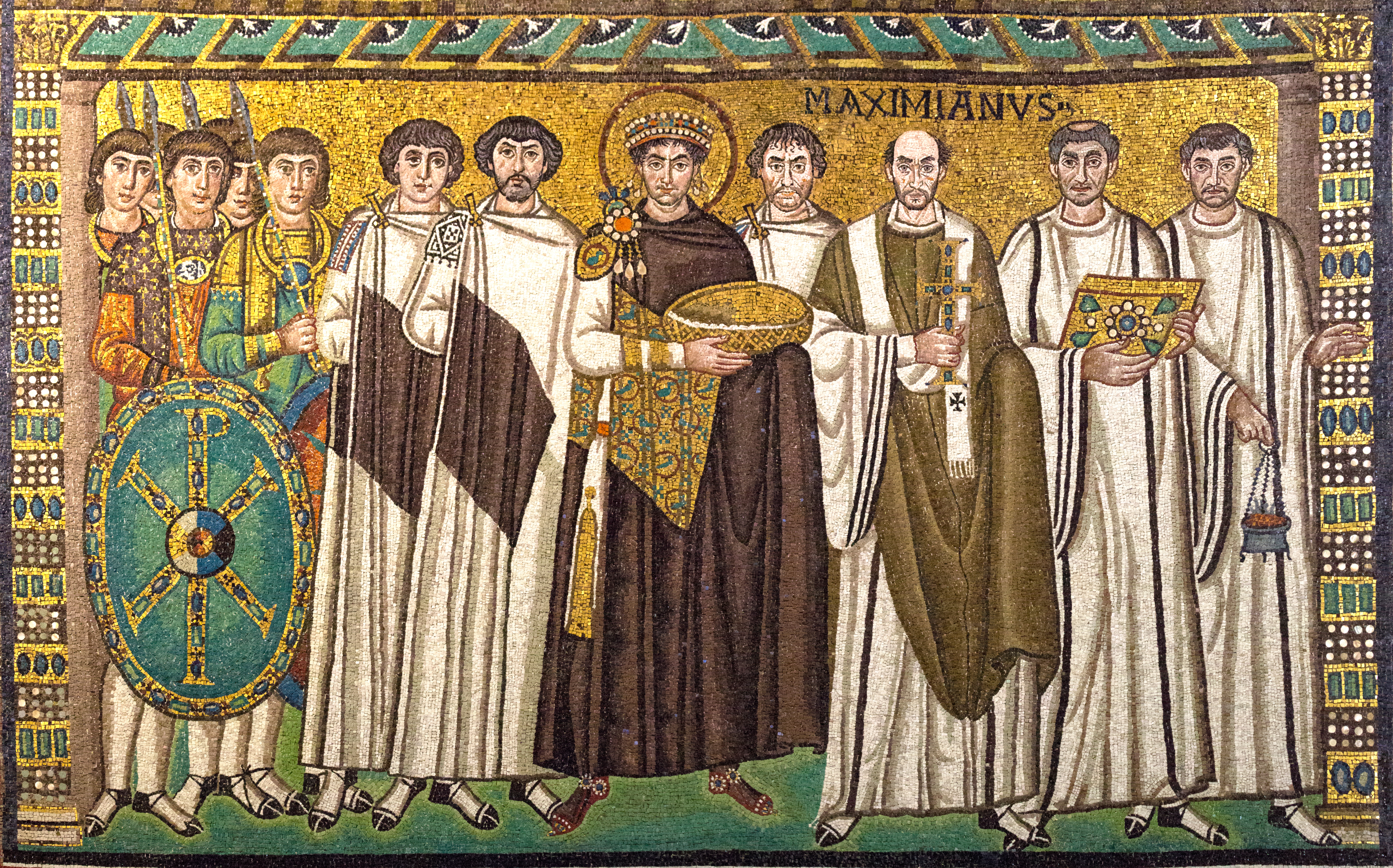
I. Iusztinianosz bizánci császár és méltóságos kísérete, ravennai mozaik

A Bizánci Birodalom igen kedvezőtlen megítélésben részesült a 18. és 19. századi történészek körében a túlkomplikált, átláthatatlan adminisztrációs szervezete, túlságosan is szigorú udvari ceremonialitása és viszonylagos katonai sikertelensége, gyengesége miatt. Ez az előítélet kimutatható a magyar szellemtörténeti hagyományban is, pl. Németh László „Nyugat és Bizánc” c. esszéjében (1936), melynek már a címe is árulkodó. Hasonló Márai Sándor Füveskönyvéből: „A barbárok uralmát mindig követi Bizánc uralma. Egyfajta emberi, történelmi, az emberi természet sajátos rendjéből következő törvényszerűség írja elő, hogy a nyers betörést és hódítást, a zűrzavar átmenetét követi egy túlfinomodott, romlott és mesterkélt rendtartás, tele szolgai ceremóniákkal, méreggel, gyilokkal és sima beszéddel, kétrét görnyedt, fülledt udvariassággal és hajbókoló kegyetlenséggel. Ilyen az ember: hol barbár, hol bizánci.”
A neves középkorszakértő, Steven Runciman szerint az előítélet onnan ered, hogy a középkori Európát a „bizánciság” ellentéteként vagyunk hajlamosak elképzelni. Mint Runciman mondta: „Mióta a keresztes hadjáratokon résztvevő, nyers ősapáink megpillantották Konstantinápolyt, és nagy utálatukra olyan társadalommal kerültek kapcsolatba, amelynek minden tagja írt, olvasott, villával evett és előnyben részesítette a diplomáciát a háborúskodással szemben, divatossá vált lenézően beszélni Bizáncról, és nevét a dekadencia szinonimájaként használni.” 

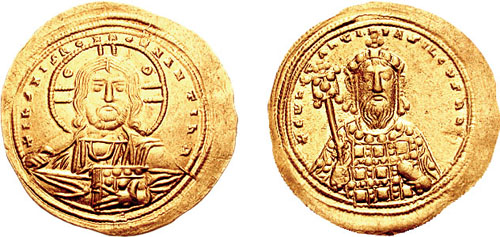
VIII. Kónsztantinosz bizánci császár solidusa, az előlapon Jézus ábrázolása, a hátlapon a császár fejképe

A 18. századra azonban az udvariasság és kifinomultság már nem számított férfiatlan tulajdonságnak, így az alkotók (például Gibbon, Montesquieu) másféle okokat kerestek, hogy előítéleteiket igazolják a bizánci civilizációval szemben. Gibbon VII. (Bíborbanszületett) Konstantin értekezéseiben találta és ragadta meg ellenszenvének indítékát: a nagyrészt valós hatalom nélkül uralkodó, gyengekezű császár tudálékos stílusát. A forrást Gibbon saját előítéleteinek igazolására használta fel, és ezáltal egy új, leegyszerűsített képet adott a „dekadens” Bizánci Birodalomról (az elképzelést William Butler Yeats költeményei terjesztették el a nyugati köztudatban).
A „bizánci” jelző a felsoroltak mellett az intrikára, cselszövésre és gyilkosságokra való hajlamot is sugallhatja. Azonban figyelembe kell venni, hogy ez a birodalom minden idők egyik legstabilabb államalakulata volt. Hírhedt intrikussága és zűrzavarossága semmivel sem maradt el a feudális államok belső és nemzetközi zabolátlanságától, ugyanakkor hosszú stabil időszakokat erőskezű császárok uralkodása határozott meg.
Annyi talán valóban kijelenthető, hogy a korai időszakra jellemző vallási, kulturális, civilizációs kreativitás (vö. a Hagia Sophia az építészetben és a selyemhernyótenyésztés a textiliparban), amely azonban már akkor is részben konzerváló jellegű volt (vö. Codex Iustinianus, ami inkább a korábbi jogfejlődés megőrzése és összefoglalása), először visszaszorult a haditechnika területére (vö. görögtűz, ill. a thema-rendszer megszervezése), később teljesen elenyészett. Ebben a megrendíthetetlenül zsarnoki császári államapparátusnak is szerepe volt, így az hozzájárult az állam végső bukásához.

### Könyvek
- Warren Treadgold: A History of the Byzantine State and Society, Stanford, 1997
- Helene Ahrweiler: Studies on the Internal Diaspora of the Byzantine Empire, Harvard University Press, 1998
- John Julius Norwich: Byzantium, Viking, 1991
- Helene Ahrweiler: Les Europeens, Herman (Párizs), 2000
- Steven Runciman: The Emperor Romanus Lecapenus and his Reign, University Press (Cambridge), 1990
- Edward Gibbon: Decline and Fall of the Roman Empire („A római birodalom hanyatlásának és bukásának története”)

### Magyarul
- Dimitri Obolensky: A Bizánci Nemzetközösség, Kelet-Európa, 500–1453; ford. Bódogh-Szabó Pál; Bizantinológiai Intézeti Alapítvány, Budapest, 1999 (Varia Byzantina)
- John M. Roberts: A szétváló hagyományok kora (Képes Világtörténelem IV. kötet) – Magyar Könyvklub-Officina Nova K. (Eredeti 1976, Magyaro.: 1999) ISBN 963 548 774 6
- Louis Bréhier: Bizánc tündöklése és hanyatlása, Varia Byzantina. Bizánc világa I. kötet, Bizantinológiai Intézeti Alapítvány, Budapest, 1999
- Michael Angold: Bizánc. Híd az ókor és a középkor között; ford. Sándor Bea; General Press, Budapest, 2002 (Különleges könyvek)
- Peter Schreiner: Bizánc. Bevezetés a bizantinológiába; ford. Bódogh Judit; Bizantinológiai Intézeti Alapítvány, Budapest, 2002 (Varia Byzantina)
- Louis Bréhier: A Bizánci Birodalom intézményei, ford., jegyz. Baán István; Varia Byzantina. Bizánc világa VII. kötet, Bizantinológiai Intézeti Alapítvány, Budapest, 2003
- Mary Cunningham: Hit a bizánci világban; ford. Deák Krisztina; Scolar, Budapest, 2003 (Scolar vallástörténet)
- A Nyugat és Bizánc a 8-10. században / Peter Classen: Nagy Károly, a pápaság és Bizánc. A Karoling császárság megalapítása; ford. Baán István / Michael Rentschler: Cremonai Liudprand. Tanulmány a középkor kelet-nyugati kultúrtörténetéhez; ford. Bódogh Judit; Cremonai Liudprand történeti művei; ford. Süttő Szilárd; Bizantinológiai Intézeti Alapítvány, Budapest, 2005 (Varia Byzantina)
- Robert F. Taft–Hans-Joachim Schulz: A bizánci liturgia; ford. Jeviczki Ferenc, Kiss Etele, Nacsinák Gergely; Bizantinológiai Intézeti Alapítvány, Bp., 2005 (Varia Byzantina)
- A bizánci diplomácia; szerk. Jonathan Shepard, Simon Franklin, ford. Bódogh-Szabó Pál; Bizantinológiai Intézeti Alapítvány, Budapest, 2006 (Varia Byzantina)
- John Meyendorff: A bizánci teológia. Történelmi irányzatok és tantételek; ford. Jeviczki Ferenc; Bizantinológiai Intézeti Alapítvány, Budapest, 2006 (Varia Byzantina)
- Steven Runciman: A bizánci teokrácia / Bizánci stílus és civilizáció; ford. Bánki Vera; Gondolat, Budapest, 2007
- Louis Bréhier: A bizánci civilizáció; ford. Bódogh-Szabó Pál; Bizantinológiai Intézeti Alapítvány, Budapest, 2010 (Varia Byzantina)
- A bizánci szerzetesség; szöveggond. Baán István / Maciej Bielawski: A bizánci szerzetesség; ford. Kiss László / A bizánci szerzetesség az ezredfordulón. Áthosz és Konstantinápoly; ford. Bódogh-Szabó Pál / Irénée Hausherr: Penthosz. A keleti kereszténység tanítása a szívbéli töredelemről; ford. Muraközy Nóra; Bizantinológiai Intézeti Alapítvány, Budapest, 2010 (Varia Byzantina)
- A Kárpát-medence, a magyarság és Bizánc; szerk. Olajos Terézia; SZTE, Szeged, 2014 (Opuscula Byzantina)
- Földi András – Hamza Gábor: A római jog története és institúciói. 23. átdolgozott és bővített kiadás. Eszterházy Károly Egyetem (Oktatáskutató és Fejlesztő Intézet) 2019. 92-99. old. ISBN 978-963-19-8332-6

### Weboldalak
- Byzantium: Byzantine studies on the Internet Archiválva 2014. október 8-i dátummal a Wayback Machine-ben
- What, If Anything, Is A Byzantine? by Prof. Clifton R. Fox
- genealogie-byzanz.de Bizánci uralkodók életrajzai
- Szimandron.hu Magyar orthodox portál. Hírek, teológia, történelem, művészet
- Bizánci történelemmel és kultúrával foglalkozó, magyarul olvasható könyvek listája